# Pierre Goudelin

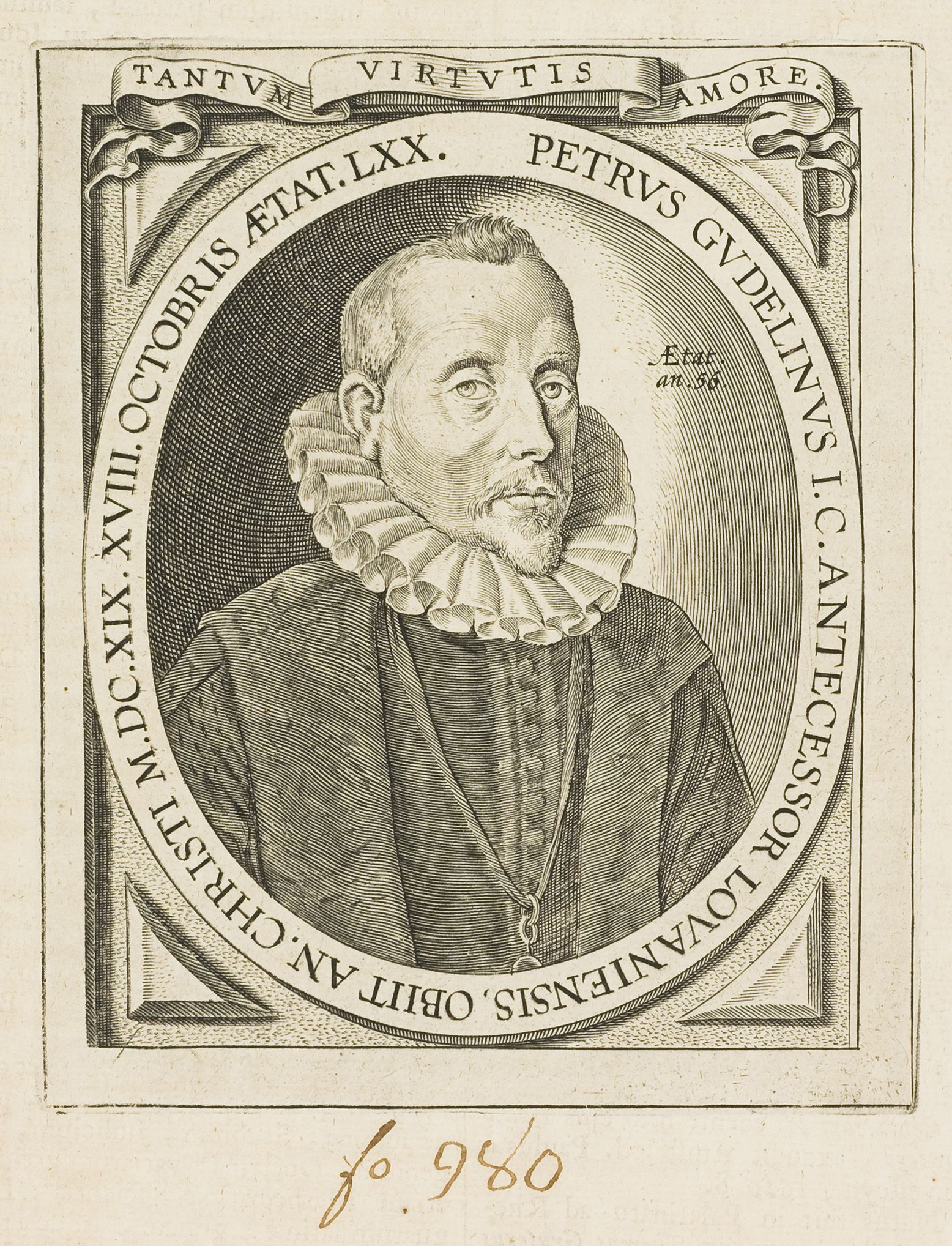
Petrus Gudelinus

Pierre Goudelin (latinisiert Petrus Gudelinus; * 8. August 1550 in Ath; † 18. Oktober 1619 in Löwen) war ein Rechtsgelehrter und juristischer Schriftsteller. Er war einer der frühesten Juristen, die ebenso römisches Recht wie zeitgenössisches nationales Recht studierten und das Völkerrecht als eigenständiges Fachgebiet betrachteten.

## Leben
Pierre Goudelin entstammte einer in seinem Heimatort Ath im Hennegau ansässigen Patrizierfamilie. Seinen ersten Unterricht erhielt er in seiner Vaterstadt in Latein und Griechisch sowie in den Grundlagen der Dichtkunst und Rhetorik. In seinem 14. Lebensjahr ging er nach Löwen, wo er im Gymnasium seine Vorbereitungsstudien, u. a. in Philosophie, absolvierte. Später studierte er mit gutem Erfolg Rechtswissenschaften und Mathematik, widmete sich aber in seinen Arbeiten fast ausschließlich der erstgenannten Disziplin. Nach Beendigung seiner Studien ließ er sich als Rechtsanwalt in Mechelen nieder und übte diesen Beruf acht Monate lang unter der Leitung seines Cousins Jacques Buysset, Gerichtsschreiber des Großen Rats, aus. Er kehrte dann vorübergehend nach Löwen zurück, wo er im Mai 1572 das Lizenziat der Rechtswissenschaften erwarb. Der Herzog von Alba ging damals mit großer Strenge gegen verdächtige Untertanen vor, und obwohl Goudelin in dieser Hinsicht nichts zu befürchten hatte, da er kein Revolutionär war, mochte er nicht im unsicheren Umfeld in Mechelen leben, sondern zog sich nach Ath zurück, wo er mehrere Jahre als Anwalt tätig war.
1576 wurde Goudelin von Johann Wamesius, Philippus Zuerius und Gerard Cavertson, bei denen er in Löwen Jura studiert hatte und die bei ihm ein großes Talent für dieses Fach erkannt hatten, nach wiederholten vergeblichen Versuchen schließlich dazu überredet, an ihrer Universität zu lehren. Er kehrte nach Löwen zurück und unterrichtete unentgeltlich als Privatdozent Rechtswissenschaften. Nach erfolglosen Bewerbungen um eine freie Professur wurde er 1582 als Nachfolger von Frans Goethals, der an die Universität von Douai gewechselt war, zum königlichen Professor für römisches Recht ernannt. Im August 1586 wurde er zum Rektor der Löwener Universität gewählt und ein knappes Monat später erwarb er die juristische Doktorwürde. 1589 bekleidete er das Rektorat zum zweiten Mal. Die Stadtregierung ernannte ihn 1590 zum ordentlichen Professor der Pandekten, in welcher Funktion er Gerard Cavertson ersetzte, der den ersten Lehrstuhl für Kanonisches Recht erhalten hatte.
In der Folge blieb Goudelin dauerhaft in Löwen ansässig und übte hier aus großem Interesse an dem Lehramt knapp weitere drei Jahrzehnte die Rechtsprofessur aus. Dabei schlug er auch wiederholt die angebotenen Stellen als Rat am Gerichtshof von Mons bzw. am Parlament von Mechelen aus. Er heiratete Maria Vandersteghen, Tochter eines Ratsherrn von Brabant, und zeugte mit ihr drei Söhne und vier Töchter, die ihn alle überlebten. Sein Sohn Philipp († 1678) wurde ebenfalls Jurist. Neben seiner Lehrtätigkeit war Goudelin auch Richter und Assessor beim akademischen Senat. Er starb am 19. Oktober 1619 im Alter von 69 Jahren in Löwen und wurde dort in der Neuen Kirche der unbeschuhten Karmeliter beigesetzt. Maximilian Witteboort, einer von Goudelins Schülern und später angesehener juristischer Beamter im Hennegau, hielt am 22. Oktober 1619 die Leichenrede auf den Verstorbenen, in der nicht nur dessen Leistungen als Rechtsgelehrter und dessen ungewöhnlichen Kenntnisse in anderen Fächern, besonders in den alten Sprachen, sondern auch dessen Biederkeit, Bescheidenheit und Frömmigkeit gebührend hervorgehoben werden.

## Werke
Goudelin hatte kurz vor seinem Tod zwar eine Reihe juristischer Werke im Wesentlichen fertiggestellt, zögerte aber mit ihrer Veröffentlichung, weil er sie fortwährend noch in Details verbessern wollte. Als er endlich sein erstes Werk (Commentariorum de jure novissimo libri VI, optima methodo accurate ac eridute conscripti, additis harum vicinarumque regionum moribus, Antwerpen 1620) zum Druck vorbereitete, starb er während der Arbeit und seine Söhne Philipp und Petrus Paulus mussten es herausgeben. Diese Schrift stellte den Inhalt der Novellae zusammen mit dem entsprechenden niederländischen und französischen Gewohnheitsrecht dar. Sie war das beste Werk Goudelins und begründete seinen Ruf. Das bürgerliche Recht und das Staatsrecht sind darin gründlich und nach einer trefflichen Methode behandelt. Im sechsten Band, der sich mit dem kanonischen Recht befasst, zeigt sich der Verfasser unduldsam, indem er die Gewissensfreiheit eine gefährliche Neuerung seiner Zeit und eine höchst verderbliche Seuche nennt und die Hinrichtung oder Verbannung der Ketzer gerecht findet.
Das zum praktischen Gebrauch nützlichste Werk Goudelins ist die von Valerius Andreas herausgegebene Abhandlung über die Testamente (Ad titulos Digestorum et Codicis de testamentis commentarius, juris romani et morum hodiernorum, differentias continens, Löwen 1653). Ferner wurden postum noch folgende Schriften Goudelnis publiziert:
- De jure pacis commentarii ad mores Belgii ac Franciae conscripti, ad consitutionem Friderici de pace Constantiensi, Löwen 1620; ebd. 1641; Leiden 1648; Köln 1663
- De jure feudorum commentarius in partes sex distributus, Belgii et Franciae mores ac illustria exempla exactissima methodo complectens, Löwen 1624; neue Ausgabe unter dem Titel: De jure feudorum et pacis commentarii ad mores Belgii ac Franciae conscripti, Löwen 1641; ebd. 1663; Köln 1663; ebd. 1733
- Syntagma regularum juris utriusque, nova methodo et congruo ordine digestum; adjectis passim harum vicinarumque regionum moribus, Antwerpen 1646

Alle diese Werke erschienen später in einer Gesamtausgabe (Opera omnia, Antwerpen 1685). Einige ungedruckte Schriften Goudelins, die aus dem Jesuitenkolleg von Courtrai stammen, wurden später in der königlichen Bibliothek von Brüssel aufbewahrt.